# Linia kolejowa Bremen – Oldenburg
Linia kolejowa Bremen – Oldenburg – dwutorowa, zelektryfikowana główna linia kolejowa o długości 44,4 km, łącząca Oldenburg w kraju związkowym Dolna Saksonia z Bremą.

## Historia
Budowa linii kolejowej była wspólnym projektem Wielkiego Księstwa Oldenburga oraz Prus. Trasa została oficjalnie otwarta wraz z linią kolejową Oldenburg – Wilhelmshaven 14 lipca 1867 roku. Dwa lata później zostało otwarte połączenie do Leer, a w 1875 roku do Nordenham. Od tej pory linia ta łączyła porty pomiędzy Wezerą a Ems, a zwłaszcza Hamburg, Bremę i Hanower. Trasa od samego początku istnienia zalicza się do najważniejszych na północy Niemiec. Podczas II wojny światowej, linia została uszkodzona podczas nalotu na Oldenburg w 1941 roku oraz w 1943 na Delmenhorst. Poza tym został zniszczony most nad Wezerą w Bremie, którego obecna konstrukcja pochodzi z 1962 roku. Obecnie linia jest dwutorowa, zelektryfikowana, a maksymalna dozwolona prędkość dla pociągów pasażerskich wynosi 160 km/h.